# Lista de membros da Royal Society eleitos em 1662
Esta é uma lista completa de Membros da Royal Society eleitos em seu terceiro ano, 1662.

## Fellows
- Isaac Barrow (1630-1677)
- Sir John Brooke (1635-1691)
- Ralph Cudworth (1617-1688)
- John Graunt (1620-1674)
- George Lane (1621-1683)
- William Schroter (1640-1699)
- Robert Spencer, 2.º Conde de Sunderland (1640-1702)
- Sir Henry de Vic (c. 1599-1671)